# Austroclitocybe veronicae
Austroclitocybe veronicae är en svampart som beskrevs av Raithelh. 1972. Austroclitocybe veronicae ingår i släktet Austroclitocybe och familjen Tricholomataceae.   Inga underarter finns listade i Catalogue of Life.